# Juan Pagés García
Juan Pagés García, lutier. Nascut a Écija vers el 1739, treballà a Cadis al carrer de l'Arco de Garaycochea entre els anys 1787 i 1813. Morí a Cadis el 1821.
Els seus fills Juan i Joseph treballaren també a la mateixa ciutat, dedicats amb gran èxit a la construcció de guitarres. Les seves guitarres, de gran qualitat, segueixen les pautes de construcció dels seus contemporanis andalusos. Com molts constructors de l'època, Juan Pagés alternà el seu camp de treball de guitarrer amb el de la luteria.